# Cuevas de Taforalt
Cuevas de Taforalt ( en árabe: مغارة تافوغالت; en francés: Grotte des Pigeons) es un yacimiento arqueológico que se encuentra en la Región de Oujda, en el noreste de Marruecos.
Se han encontrado restos arqueológicos que indican que el lugar ha sido habitado desde hace aproximadamente 120 mil años. Hace 15 mil años, el interior de la cueva principal fue utilizada como cementerio, y es considerado uno de los primeros de África. En la tumba más antigua del cementerio se hallaron restos de Ephedra, una planta alimenticia y medicinal, que pudo ser usada en los ritos funerarios junto a otras ofrendas documentadas.
Este sitio fue añadido a la Lista Tentativa del Patrimonio Mundial de la UNESCO el 1 de julio de 1995 en la categoría cultural.